# 董汉槎
董汉槎（1898年—1995年），企业家、中国保险业先驱之一。浙江余姚人。

## 生平
董早年毕业于上海大同大学。毕业后，就职于当时的安平水火保险公司，后升任总经理。1933年，调任太平保险公司总务部长，后兼任太平保险公司天津分公司的总经理。
1941年，与王显猷、顾中一等人合伙创办大东保险公司，董出任大东保险公司的董事长兼总经理。1941年10月30日，董创办中国航运保险公司，并出任公司的董事长兼总经理。1942年，筹集资金500万元之巨，创办了大上海保险公司，董并出任公司的董事长兼总经理。不久后，再次筹集资金25万元，创办大南保险公司，董再次出任董事长兼总经理。董并兼任有中国天一保险公司、中国平安保险公司、永大保险公司等企业的常务董事。
抗日战争时期，董汉槎发起联合大安保险公司、大公保险公司、大同保险公司、中国航运保险公司等19家华资企业，组成大上海分保集团，抵制猖狂入侵的日本保险业。
抗日战争胜利以后，大上海分保集团经改组成为大沪保险公司。1946年，董二度创业，创办忆中商业银行，并出任董事长兼总经理。
1949年后，董汉槎担任保险同业公会业务委员会主任。后来保险同业公会遇大调整，人员变动，几大保险公司均纷纷解体。1950年4月，董负责最后清理大沪保险公司、大东保险公司和大南保险公司。1950年5月10日，中国航运保险公司宣告停业。董随即赴香港，后迁居台湾台北，并与陈文贵合作改组太平产物保险公司的台北分公司为独立的台湾太平产物保险公司，并复出任公司董事长兼总经理。

## 任职
- 1935年，董发起成立中国保险学会，并当选为第1、2二届的理事。
- 1942年，出任上海市保险同业公会常务理事，以后历届均当选为常务理事。
- 1947年4月，董当选为中国全国保险公会联合会常务理事。

## 命名纪念
- 台湾逢甲大学董漢槎先生優秀清寒獎學金